# Mulloidichthys
Genre
Mulloidichthys est un genre de poissons marins de la famille des Mullidae, appelés en français « surmulets ».

## Liste d'espèces
Selon World Register of Marine Species (19 mai 2014) :
- Mulloidichthys ayliffe Uiblein, 2011
- Mulloidichthys dentatus (Gill, 1862)
- Mulloidichthys flavolineatus (Lacepède, 1801)
- Mulloidichthys martinicus (Cuvier, 1829)
- Mulloidichthys mimicus Randall & Guézé, 1980
- Mulloidichthys pfluegeri (Steindachner, 1900)
- Mulloidichthys vanicolensis (Valenciennes, 1831)

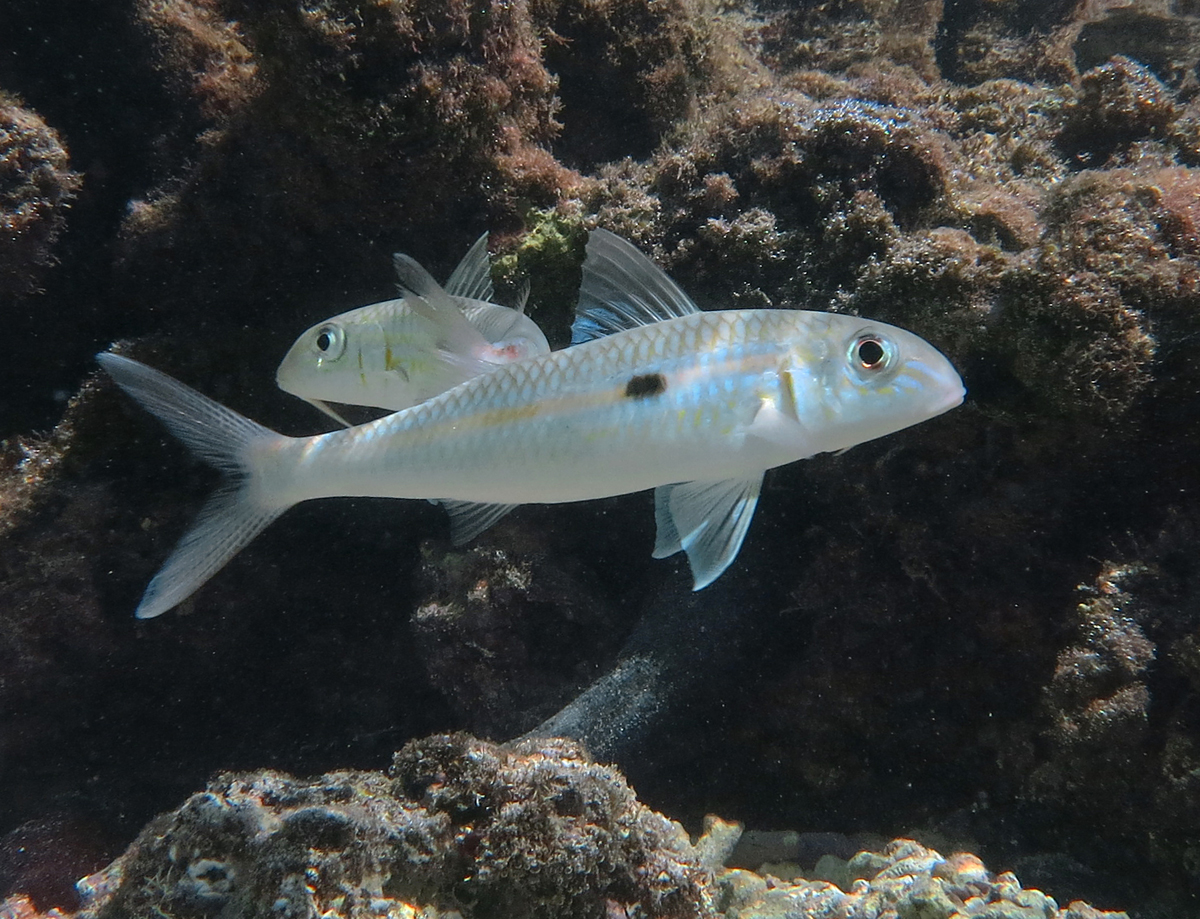
Mulloidichthys flavolineatus
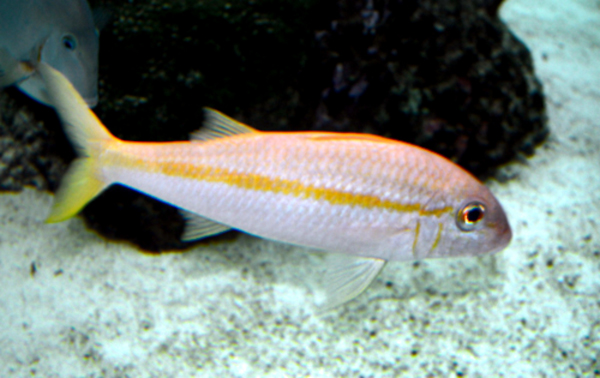
Mulloidichthys martinicus
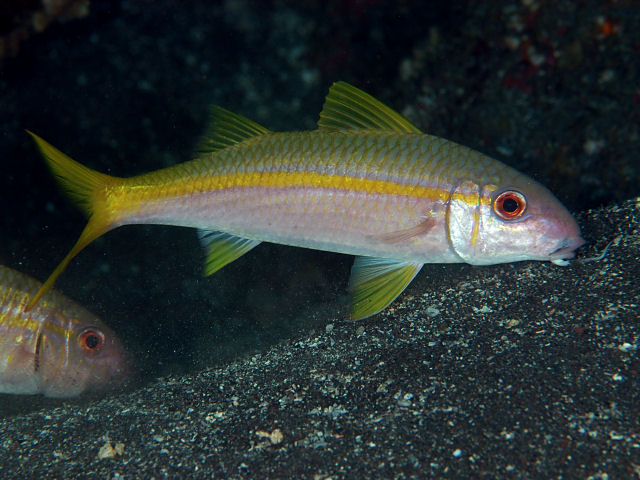
Mulloidichthys vanicolensis